# Albert Venn Dicey

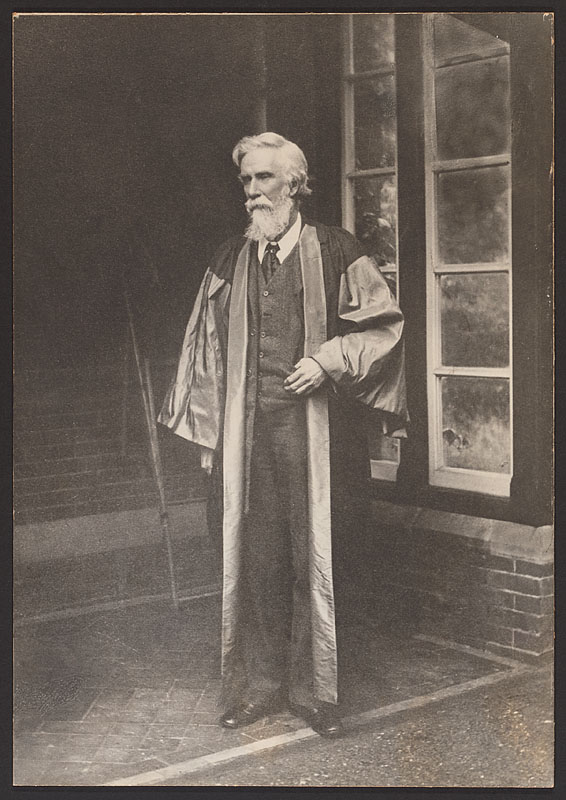
Albert Venn Dicey.

Albert Venn Dicey (* 4. Februar 1835 bei Lutterworth, Leicestershire; † 7. April 1922 in Oxford) war ein englischer Jurist und Professor in Oxford.

## Leben
Dicey gilt als Begründer der modernen Verfassungslehre des Vereinigten Königreichs und ist der Verfasser des einflussreichen Lehrbuchs Introduction to the Study of the Law of the Constitution. 1901 wurde er in die American Academy of Arts and Sciences und 1902 in die British Academy gewählt. 1916 wurde er als korrespondierendes Mitglied in die Russische Akademie der Wissenschaften aufgenommen.

## Schriften (Auswahl)
- Introduction to the Study of the Law of the Constitution. 1885.
  - Einführung in das Studium des Verfassungsrechts. Herausgeber Gerhard Robbers. Einführung von E. C. S. Wade. Übersetzung Sona Rajani. 10. Auflage. Nomos-Verl.-Ges., Baden-Baden 2001, ISBN 3-7890-7696-1.
- General characteristics of English constitutionalism. Lang, Oxford 2009.